# قالی آذرشهر
قالی آذرشهر نوعی قالی ایرانی است که در آذرشهر تولید می‌شود.

## وضعیت کلی
قبلاً قالی‌بافی در آذرشهر، به‌صورت معمولی و با رج‌های پایین بود و اکنون جایگاه هنری پیدا کرده‌است. رنگرزی گیاهی نیز یکی دیگر از صنایع‌دستی است که در این منطقه به‌صورت کاملاً طبیعی و گیاهی و بدون رنگ‌های شیمیایی صورت می‌گیرد. بافت قالی‌های دارای رنگرزی گیاهی به‌تازگی شهرت و جایگاه خاصی در کشور و در کشورهای اروپایی پیدا کرده‌است.
از بازارهای فرش معروف آذرشهر می‌توان به تیمچه حاج وکیل و بازار سرپوشیده بزرگ فرش اشاره کرد که از زمان‌های قدیم به کار فروش فرش‌های دستباف آذرشهر و صادرات آن‌ها مشغول هستند.